# Тажиєв Ібрагім Тажийович
Ібрагім Тажийович Тажиєв (каз. Ораз Жанұзақұлы Исаев; 20 січня 1904 — 28 вересня 1960) — радянський партійний і державний діяч, виконував обов'язки голови Ради народних комісарів Казахської РСР у травні-липні 1938 року. Депутат Верховної Ради Казахської РСР. Депутат Верховної ради СРСР 5-го скликання.

## Життєпис
У 1918—1919 роках виховувався в Ташкентському дитячому будинку через смерть обох батьків.
Член ВКП(б) від 1930 року. 1923 закінчив Казахський Національний інститут освіти в Ташкенті. 1930 року закінчив Ленінградський політехнічний інститут імені М. І. Калініна за фахом інженер-механік теплосилових установок. У 1930—1931 роках навчався в аспірантурі того ж вишу, 1948 року захистив дисертацію й отримав звання кандидата технічних наук.
У 1930—1931 роках був завідувачем навчальної частини Всесоюзного заочного котлотурбинного інституту. 1931 року обіймав посади інженера, заступника завідувача силової групи тресту «Оргенерго» в Москві. Від 1931 до 1932 року — головний інженер, керівник філії «Оргенерго» в Ташкенті. У 1932—1933 роках керував трестом «Середазенерго». Після цього став спочатку заступником, а потім — начальником будівництва Алматинської ТЕЦ-1. Від 1936 до 1937 року керував трестом «Алмаатаенерго».
У червні 1937 — квітні 1938 року — заступник народного комісара, народний комісар комунального господарства Казахської РСР. Від квітня 1938 по березень 1940 року був заступником голови Ради народних комісарів Казахської РСР з питань будівництва, промисловості, заготівель.
Від травня до липня 1938 року виконував обов'язки голови Ради народних комісарів Казахської РСР.
У 1940—1942 роках — начальник будівництва Карагандинської ГРЕС, після чого став начальником будівництва Карагандинського переробного металургійного заводу. Від 1942 до 1943 року обіймав посаду начальника «Головпроменергомонтажу» Наркомату електростанцій СРСР.
Із червня 1943 по 1951 рік був заступником голови Ради міністрів і головою Держплану Казахської РСР. Після того, із 1951 по 1953 рік працював заступником міністра електростанцій СРСР (перший казах, який став заступником міністра в союзному міністерстві). Від 1953 до 1954 року був заступником голови Ради міністрів Казахської РСР. 
19 лютого 1954 — 25 квітня 1959 року — секретар ЦК КП Казахстану з питань промисловості. 1959 року став постійним представником Ради міністрів Казахської РСР у Москві при Раді міністрів СРСР.
У жовтні 1959 року був виведений зі складу ЦК Компартії Казахстану та виключений з партії через масові заворушення в Темиртау 1959 року.
Похований на Новодівочому цвинтарі в Москві.